# Daemusin
Daemusin (ur. 4, zm. 44) – trzeci władca Koguryŏ, największego z Trzech Królestw Korei. Panował w latach 18–44. Był trzecim synem drugiego władcy, Yuriego. Informacje dotyczące jego panowania czerpiemy głównie z koreańskich kronik Samguk Sagi i Samguk Yusa.

## Pochodzenie
Hae Muhyul był trzecim synem króla Yuriego i wnukiem założyciela państwa Ko Jumonga. Jego dwaj starsi bracia Hae Dojul i Hae-myeong zginęli (jedna z teorii głosi, że ojciec być może zmusił ich do popełnienia samobójstwa) i w roku 14 Muhyul został ogłoszony następcą tronu. Po śmierci Yuriego w roku 18, w wieku 15 lat, został nowym królem Goguryeo.

## Panowanie
Daemusin wzmocnił władzę centralną w państwie i przygotował podłoże do szybkiego rozwoju terytorialnego kraju. W roku 22 zaatakował Królestwo Dongbuyeo, król Daeso został zabity, a większa część terytorium Buyeo została przyłączona do Goguryeo. W roku 26 podbił także sąsiednie kraje znajdujące się wzdłuż rzeki Jalu Gaema-guk, a także Guda-guk.
W roku 28 dowodzona przez niego armia odparła atak chiński. W roku 32 wysłał swojego pierworodnego syna Hodonga do państwa Nangnang (chińska komanderia Lelang) w północnej części Półwyspu Koreańskiego. Doprowadził on do upadku Nangnangu w roku 37. Upadek Nangnangu/Lelangu wiąże się ze słynną historią miłosną księcia Hodonga i księżniczki Nangnangu. Według legendy Nangnang dysponował cudownym bębnem i rogiem, który potrafił uprzedzać o ataku na kraj. Dzięki nim państwo to skutecznie mogło odpierać wszelkie ataki wrogów. Książę Hodong uwiódł córkę władcy i przekonał ją do zniszczenia magicznych artefaktów. W ten sposób wojska Goguryeo mogły bez przeszkód zaatakować i podbić Nangnang.

## Życie prywatne
- Ojciec: Yuri
- Matka: nieznana z imienia córka Songyanga

- Dzieci:

1. Hae Hodong (popełnił samobójstwo w 37 r.)
2. Hae U, następca tronu, późniejszy król Mobon

## Śmierć i dziedzictwo
Król Muhyul zmarł w roku 44. Jego jedyny pozostały przy życiu syn, Hae U był zbyt młody, by przejąć tron. Nowym królem został brat Daemusina, a czwarty syn Yuriego, Hae Saekju.
Muhyul po śmierci otrzymał przydomek Daemusin-wang co dosłownie oznacza Wielkiego Króla Wojownika. Jego największą zasługą jest zniszczenie głównego rywala Goguryeo w regionie, Wschodniego Buyeo i zabicie króla Daeso (który był osobistym wrogiem jego dziadka Jumonga i ojca Yuriego). Król Daemusin poprowadził młode państwo do szybkiego rozwoju terytorialnego i stworzył grunt dla przyszłych podbojów.